# Željko Gavrić
Željko Gavrić (en serbe : Жељко Гаврић), né le 5 décembre 2000 à Ugljevik, est un footballeur serbe qui évolue au poste d'attaquant au Győri ETO, prêté par le Ferencváros TC.

## Biographie

### En club
Gavrić est formé à l'Étoile rouge de Belgrade, club qu'il rejoint en 2014.
Le 15 août 2018, il est prêté au FK Grafičar Beograd.
Ayant intégré l'équipe première du Grafičar pour la saison 2019-2020, Gavrić marque son premier triplé en tant que professionnel le 29 septembre 2019, lors d'une victoire 4-2 contre le Dinamo Vranje en Première Ligue serbe.
Le 13 novembre 2019, Gavrić prolonge son contrat avec l'Étoile rouge jusqu'à l'été 2023.
À la mi-décembre 2019, Gavrić participe avec Grafičar au tournoi de Kuenming, réunissant notamment les équipes de Schalke, du Spartak Moscou, ainsi que l'équipe nationale chinoise des moins de 20 ans. Dans le même temps, le directeur sportif de l'Étoile Rouge, Mitar Mrkela, confirme son retour  dans l'équipe de la capitale pour la deuxième partie de saison. Grafičar remporte la première place de ce tournoi, Gavrić étant l'auteur d'un but en faveur de son équipe.  
Avec sept buts marqués et cinq passes décisives, Gavrić contribue significativement au titre virtuel de champion d'automne de son équipe en deuxième division serbe.  
De retour dans son club formateur, il est impliqué dans 3 buts en 11 matchs, participant ainsi activement au 31e titre de l'étoile.  

### En sélection
Avec l'équipe de Serbie des moins de 17 ans, il participe au championnat d'Europe des moins de 17 ans en 2017. Lors de cette compétition organisée en Croatie, il joue trois matchs. Il se met en évidence lors du premier match face à la république d'Irlande, en inscrivant le seul but de la rencontre. Toutefois, la Serbie enregistre par la suite deux défaites, ce qui ne lui permet pas de dépasser le premier tour.
Gavrić figure sur la liste des espoirs sélectionnés pour les matchs d'octobre 2019. Gavrić réalise ses débuts en faveur de cette équipe lors de la victoire sur la Bulgarie à Sofia.

## Palmarès
| Étoile rouge de Belgrade - Super liga : - Champion en 2020 |